# ペネロピ (帆走フリゲート・3代)
| 『ウィリアム・テルの捕獲』 ロバート・ドッド画（ギヨーム・テルを縦射するペネロピ） |                           |
| 艦歴                                                                              |                           |
| 建造:                                                                             | バールスドン（Burlesdon） |
| 進水:                                                                             | 1798年                    |
| その後:                                                                           | 1815年難破                |
| 性能諸元                                                                          |                           |
| 機関:                                                                             | 帆走                      |
| 兵装:                                                                             | 36門                      |

ペネロピ（HMS Penelope）は18-19世紀のイギリス海軍の36門帆走フリゲートである。
1800年3月30日、サー・ヘンリー・ブラックウッド艦長の指揮するペネロピはマルタ沖でのフランス戦列艦ギヨーム・テルの追撃戦に参加した。ペネロピはギヨーム・テルの艦尾から2回の舷側斉射を浴びせ、マストを打ち倒した。これによりギヨーム・テルは速度を鈍らせ、後続するイギリス戦列艦フードロイヤントとライオンは追いつくことができた。激戦ののちギヨーム・テルは捕獲された。ペネロピの損害は死者・負傷者各2名だった。
1803年以降、ペネロピはウィリアム・ロバート・ブロートン艦長の下でイギリス海峡で任務についた。
1815年4月27日、ジェームズ・ギャロウェイ艦長の指揮するペネロピはカナダのデ・ロージエ岬付近で座礁し、その夜のうちに3つの部分に分解した。乗組員の死者は40人であった。